# 中谷陽二
中谷 陽二（なかたに ようじ、1947年8月13日 - ）は、日本の医学者・精神科医。専門は、精神病理学・司法精神医学。筑波大学名誉教授。学位は、医学博士。

## 来歴
- 1947年 - 東京都に生まれる
- 1972年 - 東京医科歯科大学医学部医学科卒業。東京医科歯科大学神経精神科入局
- 1974年 - 法務技官
- 1977年 - 正慶会栗田病院精神科医員
- 1980年 - 医学博士（東京医科歯科大学）[3]
- 1983年 - 東京都精神医学総合研究所副参事研究員
- 1999年 - 筑波大学社会医学系教授
- 2004年 - 筑波大学大学院人間総合科学研究科教授
- 2011年 - 筑波大学医学医療系保健医療学域精神保健学教授
- 2012年 - 筑波大学名誉教授[2][4]

## 受賞歴
- 1998年 - 講談社出版文化賞（科学出版賞）
- 2008年 - 日本犯罪学会賞[2]

## 学会
- 日本精神病理学会理事
- 日本司法精神医学会理事
- 日本犯罪学会理事
- 日本病跡学会理事
- 日本社会精神医学会理事[4]

## 著書

### 単著
- 『刑事司法と精神医学 —マクノートンから医療観察法へ』弘文堂、2013年2月。ISBN 9784335651557。

### 分担執筆
- 『分裂病の精神病理 15』東京大学出版会、1987年1月。ISBN 9784130610957。

## 論文
- 中谷陽二、花村誠一、加藤敏「座談会 日本の精神病理学・回顧と展望 特別編 宮本忠雄の世界」『臨床精神病理』第31巻第3号、2010年12月、157-174頁。

## 関連人物
- 小田晋
- 福島章
- 花村誠一
- 加藤敏